# Полнометражный фильм
Полнометра́жный фильм (полный метр) — один из форматов кинофильмов. Противопоставляется короткометражному фильму (иногда выделяется также промежуточная категория среднеметражных фильмов). Американская академия киноискусства, Национальный институт киноискусства и British Film Institute определяют фильм полнометражным, если он длится 40 минут или больше. Национальный центр кинематографии и анимации Франции определяет 35-мм фильм полнометражным, если его фильмокопия — длиной больше 1600 м (то есть ровно 58 минут и 29 секунд для звукового фильма), а Гильдия киноактёров США считает, что он должен быть не короче 80 минут.
В СССР полнометражными кинофильмами считались те, размер которых составлял от 1200 до 3000 м 35-мм киноплёнки, то есть фильм имел от пяти до двенадцати частей (в каждой части около 250—280 м).
В России полнометражным считается фильм продолжительностью не менее 52 минут. Первая русская полнометражная кинопостановка — «Оборона Севастополя» 1911 года.
С 1922 по 1970 год США и Япония делали больше всего полнометражных фильмов. С 1971 года больше всего полнометражных фильмов выпускает Индия.

## Feature film
В английском языке понятию соответствует термин feature film (близко к рус. «гвоздь программы»). Его использование связано с тем, что полнометражные фильмы, как правило, становились основными в программе кинотеатра и соответствующим образом рекламировались, в то время как короткометражные фильмы, киножурналы, сериалы или мультфильмы шли в качестве дополнения. При этом фактическая длительность фильма не обязательно соответствовала полному метру: первые feature film (то есть те, что подавались как главные в сеансе) могли занимать от двух до четырёх катушек киноплёнки.

## Первые полнометражные фильмы
Ранние полнометражные фильмы производились в США и Франции, но распространялись отдельными частями, что позволяло владельцу кинотеатра произвольным образом их компоновать при прокате. К таким лентам относятся американская Lubin’s Passion Play (январь 1903, 60 мин) и французская Vie et Passion du Christ (май 1903, 44 мин). Наиболее ранними полнометражными записями являются съёмки боксёрских поединков: The Corbett-Fitzsimmons Fight (1897), Reproduction of the Corbett-Jeffries Fight (1899), The Jeffries-Sharkey Fight (1899). В 1900 году был выпущен документальный фильм In the Army, посвящённый обучению британских солдат и длящийся один час.
Первым цельным художественным полнометражным фильмом считается австралийская 70-минутная лента «Подлинная история банды Келли» (англ. The Story of the Kelly Gang, 1906). Первая европейская художественная полнометражная лента — 90-минутный фильм L’Enfant prodigue (Франция, 1907), по сути являющаяся записью театрального спектакля. Первым полнометражным фильмом, изначально создававшийся как кино, в Европе является «Отверженные» (фр. Les Misérables, Франция, 1909).
Первым русским полнометражным фильмом стала в 1911 году «Оборона Севастополя». В Италии это звание принадлежит фильму L’Inferno (1911), В Великобритании — документальной ленте With Our King and Queen Through India (1912), снятой в цвете по технологии Kinemacolor и художественному фильму Oliver Twist (1912). В США в том же 1912 году вышла другая версия Oliver Twist, а также полнометражные фильмы From the Manger to the Cross, Cleopatra и Richard III. Первенство в Азии принадлежит японской киноленте The Life Story of Tasuke Shiobara (1912),, в Индии — фильму Raja Harishchandra (1913), в Китае Nan Fu Nan Qi (1913) Чжана Шичуаня. В Южной Америке в 1913 году первым полнометражным фильмом стал O Crime dos Banhados (1913). Африка выпустила свой полнометражный фильм в 1916 году — Die Voortrekkers.